# Царпен
Царпен (њем. Zarpen) општина је у њемачкој савезној држави Шлезвиг-Холштајн. Једно је од 55 општинских средишта округа Штормарн. Према процјени из 2010. у општини је живјело 1.511 становника. Посједује регионалну шифру (AGS) 1062087.

## Географски и демографски подаци
Царпен се налази у савезној држави Шлезвиг-Холштајн у округу Штормарн. Општина се налази на надморској висини од 19 метара. Површина општине износи 11,7 km². У самом мјесту је, према процјени из 2010. године, живјело 1.511 становника. Просјечна густина становништва износи 129 становника/km².